# Campeonato Mundial de Halterofilismo de 2018 - Até 55 kg masculino
A categoria até 55 kg masculino foi um evento do Campeonato Mundial de Halterofilismo de 2018, disputado na Arena de Halterofilismo de Asgabade, em Asgabade, no Turquemenistão, entre 1 e 2 de novembro de 2018. 

## Calendário
Horário local (UTC+5)
| Dia           | Horário | Fase    |
| ------------- | ------- | ------- |
| 1 de novembro | 14:30   | Grupo B |
| 2 de novembro | 19:55   | Grupo A |

## Medalhistas
| Evento    | Ouro              | Ouro   | Prata               | Prata  | Bronze                 | Bronze |
| --------- | ----------------- | ------ | ------------------- | ------ | ---------------------- | ------ |
| Arranque  | Om Yun-chol (PRK) | 120 kg | Arli Chontey (KAZ)  | 120 kg | Josué Brachi (ESP)     | 115 kg |
| Arremesso | Om Yun-chol (PRK) | 162 kg | Lại Gia Thành (VIE) | 142 kg | Angel Rusev (BUL)      | 140 kg |
| Total     | Om Yun-chol (PRK) | 282 kg | Arli Chontey (KAZ)  | 258 kg | Mirco Scarantino (ITA) | 252 kg |

## Recordes
Antes desta competição, o recorde mundial da prova era o seguinte:
| Recorde         | Tipo      | Atleta         | Peso   | Local | Data                  |
| Recorde Mundial | Arranque  | Padrão mundial | 135 kg |       | 1 de novembro de 2018 |
| Recorde Mundial | Arremesso | Padrão mundial | 161 kg |       | 1 de novembro de 2018 |
| Recorde Mundial | Total     | Padrão mundial | 293 kg |       | 1 de novembro de 2018 |

Os seguintes novos recordes foram estabelecidos durante esta competição.
| Arremesso | 162 kg | Om Yun-chol (PRK) | Recorde mundial |

## Resultado
Os resultados foram os seguintes. 
| Pos.              | Atleta                   | Grupo | Arranque (kg) | Arranque (kg) | Arranque (kg) | Arranque (kg)     | Arremesso (kg) | Arremesso (kg) | Arremesso (kg) | Arremesso (kg)    | Total |
| Pos.              | Atleta                   | Grupo | 1             | 2             | 3             | Resultado         | 1              | 2              | 3              | Resultado         | Total |
| ----------------- | ------------------------ | ----- | ------------- | ------------- | ------------- | ----------------- | -------------- | -------------- | -------------- | ----------------- | ----- |
| Medalha de ouro   | Om Yun-chol (PRK)        | A     | 120           | 125           | 128           | Medalha de ouro   | 155            | 162            | 162            | Medalha de ouro   | 282   |
| Medalha de prata  | Arli Chontey (KAZ)       | A     | 115           | 118           | 120           | Medalha de prata  | 135            | 138            | 138            | 5                 | 258   |
| Medalha de bronze | Mirco Scarantino (ITA)   | A     | 110           | 113           | 116           | 5                 | 136            | 138            | 139            | 4                 | 252   |
| 4                 | Kim Young-ho (KOR)       | A     | 114           | 118           | 118           | 4                 | 136            | 137            | 137            | 6                 | 251   |
| 5                 | Josué Brachi (ESP)       | A     | 115           | 118           | 118           | Medalha de bronze | 135            | 138            | 139            | 7                 | 250   |
| 6                 | Angel Rusev (BUL)        | A     | 103           | 108           | —             | 7                 | 130            | 135            | 140            | Medalha de bronze | 248   |
| 7                 | Sergio Massidda (ITA)    | B     | 105           | 105           | 110           | 8                 | 126            | 126            | 131            | 8                 | 236   |
| 8                 | Muammer Şahin (TUR)      | B     | 110           | 114           | 114           | 6                 | 120            | 125            | 128            | 9                 | 235   |
| 9                 | Thada Somboon-uan (THA)  | B     | 101           | 101           | 101           | 10                | 120            | 123            | 126            | 10                | 224   |
| 10                | Leonardo Guzmán (MEX)    | B     | 100           | 103           | 106           | 9                 | 120            | 124            | 125            | 11                | 223   |
| —                 | Lại Gia Thành (VIE)      | A     | 116           | 116           | 116           | —                 | 139            | 142            | 147            | Medalha de prata  | —     |
| —                 | Kwak Un-bom (PRK)        | A     | 113           | 113           | 113           | —                 | —              | —              | —              | —                 | —     |
| DSQ               | Teerapat Chomchuen (THA) | A     | 105           | 105           | 105           | —                 | 133            | 136            | 141            | —                 | —     |